# Orth an der Donau
Orth an der Donau – gmina targowa w Austrii, w kraju związkowym Dolna Austria, w powiecie Gänserndorf.

## Geografia
Gmina znajduje się nad Dunajem w rejonie Weinviertel, w centrum Parku Narodowego Donau-Auen. Obszar gminy obejmuje 33,41 km² z czego 31 procent powierzchni pokrywają lasy. Około 24 km od gminy leży stolica kraju Wiedeń.

## Historia
W 1170 roku wieś zakupił Hartneid von Orthe i wybudował w niej kościół wraz z zamkiem. Majątek pozostał w rodzinie do blisko XVII wieku, kiedy to został sprzedany, a jego dotychczasowy właściciel przeniósł się na Morawy.
W 1880 roku gminę zamieszkiwało 3 tys. mieszkańców.

## Współpraca
Miejscowość partnerska:
- Fehmarn, Niemcy